# Samuel Adegbenro
Samuel Adeniyi Adegbenro (Osogbo, 3 december 1995) is een Nigeriaans profvoetballer die als aanvaller speelt. 

## Loopbaan
Adegbenro speelde in Nigeria voor Kwara United en werd in juni 2014 onderscheiden als beste speler van de club voor het eerste deel van de competitie. Op 5 februari 2015 ondertekende hij, na een proefperiode, een contract voor vier jaar bij Viking uit Noorwegen. Hij maakte 14 doelpunten in 67 competitiewedstrijden voor hij op 15 augustus 2017 een contract tot eind 2021 ondertekende bij Rosenborg. Twee dagen later scoorde Adegbenro als invaller het enige doelpunt in de uitwedstrijd in de laatste voorronde van de UEFA Europa League 2017/18 tegen Ajax. Ook in de thuiswedstrijd op 24 augustus was hij als invaller met twee doelpunten trefzeker in de 3-2 overwinning. Per januari 2021 speelt Adegbenro voor het Zweedse IFK Norrköping. In maart 2022 werd hij verkocht aan het Chinese Beijing Guoan FC.